# FM NORTH WAVE
株式会社FM NORTH WAVE（エフエムノースウェーブ）は、北海道を放送対象地域として超短波放送（FM放送）をする特定地上基幹放送事業者である。愛称はNORTH WAVE。コールサインはJOPV-FM。JAPAN FM LEAGUE加盟局。ステーションコンセプトは「One Groove One Nation -時代や国境や人種を超えて音楽でつながる。ひとつになる。」。

## 会社概要
- 本社・演奏所：北海道札幌市北区北7条西4丁目3番地1号 新北海道ビル8F（〒060-8557）
- 東京支社：東京都品川区東品川2丁目2番28号Ｔビル1階　EZOHUB TOKYO内　ROOM4（〒140-0002）

## 概要
コミュニティFMも含めたラジオ、テレビを通じて札幌市北区から放送する最初かつ唯一の放送局である。民放ラジオ局では、道内では4局目、FMに限ればエフエム北海道（AIR-G'）以来11年ぶり2局目だった。
開局当初は中堅ゼネコン「地崎工業（現・岩田地崎建設）」を筆頭に西武北海道（JFL幹事局であるJ-WAVEの開局にも関与したセゾングループ傘下）・小林企業・カブトデコムが中心となり出資の29%を占め、その他毎日新聞社や北海道文化放送（UHB・北海道新聞/フジテレビ系列）も設立に関与した。
開局にあたっては76者が申請し23者に絞り込まれ、うち22者がNORTH WAVEとして一本化に合意し北海道通信社が設立した「エフエムニュー北海道」と免許申請を争った経緯もあった。
同様に地崎工業が大株主であった北海道テレビ放送（HTB・朝日新聞/テレビ朝日系）とは、『TV-north』をHTBとノースウェーブで同時放送したり、HTB主催のスノーボードイベント『TOYOTA BIG AIR』の中継レポートをノースウェーブで放送する等、関係があった。
開局から数年で営業黒字を計上したが、スタジオ設備や送信所・中継局を大量に開局したことなどの初期投資による累積赤字が課題となっていた。
1990年代末より地崎工業の経営不安説が流れると、道内経済誌などで売却の話が盛んに報道された。
地崎工業が2004年（平成16年）に事実上経営破綻すると、ノースウェーブ株は岩田建設傘下の新会社に引き継がれず、2004年（平成16年）3月期末で約7億6000万円の債務超過が問題となった。
再建にあたっては、会社の売却先として道内発祥のゲーム会社「ハドソン（2012年（平成24年）にコナミデジタルエンタテインメントに吸収）」や道内民放テレビ局などが候補に上がったものの条件面で折り合わなかったとされ、最終的には北海道企業再生ファンドが債権を買い取り、2004年（平成16年）11月に北海道の第三セクター「北海道空港（新千歳空港ターミナルビル運営会社）」のグループ会社「HKIアクシス」（札幌市）へ売却された。HKIアクシスは2010年（平成22年）10月に「えんれいしゃ」に社名変更した。
2021年（令和3年）2月、札幌市に本社を置く通信販売会社北の達人コーポレーションは、えんれいしゃが所有する当社株式全部の譲渡を2021年（令和3年）3月31日付けで受け、当社を連結子会社にすると発表した。
2024年（令和6年）6月14日、北の達人コーポレーションが、当社に対する債権放棄と保有する当社全株式を札幌市に本社を置く山地ユナイテッド株式会社に譲渡することを発表。実行日は2024年7月31日。

## 特色
開局当初より他のJFL系FM局と同様に、音楽番組中心の編成となっており、初期はセンスの良い音楽を多く聞かせるべく5分 - 10分間程度の少番組を排除する編成とし、リスナーの主対象はグローバルな視点と感性で夢を持ちローカルな心を持つ「SAPPORO GROCALIAN」として位置づけていた。
選曲は概ね1970年代以降の洋楽が中心であるが、国内の若手ミュージシャンを積極的にDJとして起用するなど、最新の邦楽にも力を入れている。トークを最小限に留めじっくり音楽を聴かせる番組も多く、根強いファンが多い。
また、日曜から月曜にかけての深夜も含めて24時間放送を実施している が、不定期に放送が休止される場合がある。
JFL系では初めて、地方AM局で主流としているアニメソング（アニソン）を主体にしたアニラジ番組として『Anison-R』を開始した。
在道ラジオ放送局では長らく自社制作によるスポーツ中継を行った実績が無かったが、2016年8月25日に初のスポーツ中継としてJ2コンサドーレ札幌対ロアッソ熊本戦中継を編成した。
radikoでの道内向け同時再送信・radikoプレミアムでの全国向け再送信は2015年7月30日より開始。これは道内民放ラジオ局で最後、およびJFL系でも最後だった 。radiko参入までは、インターネットでは長らくLISMO WAVEのみでの提供であったが、LISMO WAVEは2019年9月30日に終了した。

## 資本構成
企業・団体の名称、個人の肩書は当時のもの。出典：

### 2016年3月31日
| 資本金   | 発行済株式総数 | 株主数 |
| -------- | -------------- | ------ |
| 1000万円 | 6,369.6株      | 28     |

| 株主           | 株式数    | 比率   |
| -------------- | --------- | ------ |
| えんれいしゃ   | 4,486.8株 | 70.44% |
| 十勝毎日新聞社 | 0,308.0株 | 04.83% |
| 北洋銀行       | 0,290.0株 | 04.55% |
| 北海道ガス     | 0,148.0株 | 02.32% |
| 北海道銀行     | 0,124.0株 | 01.94% |

## 沿革
- 1992年（平成4年）
  - 7月21日 - ラジオ予備免許[19][20]。
  - 9月14日 - 株式会社エフエム・ノースウェーブ設立[21]。
- 1993年（平成5年）
  - 4月2日 - JAPAN FM LEAGUEとの提携を決定[22]。
  - 6月9日 - 試験放送を開始、当初は1日4時間で音楽とジングルのみを放送[7]。
  - 7月8日 - 旭川中継局サービス放送開始[23]。
  - 7月16日 - 函館中継局サービス放送開始[24]。
  - 8月1日 - 全国41番目、北海道2番目の民放FM局として0:00より本放送開始。開局当初の送信所・中継局は札幌・札幌大通・小樽・函館・旭川[7]。
  - 12月9日 - 帯広・釧路中継局開局[25]。
- 1994年（平成6年）
  - 7月30日〜8月15日 - 初の全道キャラバン企画「JOY CRUISING'94」を実施[7]。
  - 10月1日 - JAPAN FM LEAGUE結成、同ネットワークの加盟局となる[7]。
- 1995年（平成7年）10月6日 - 北海道テレビ放送（HTB）と同時放送番組「TV-north」放送開始[7]。
- 1997年（平成9年）9月 - インディーズレーベル「MOON TRAX」を設立、洋楽コンピレーションアルバムを複数制作した[7]。
- 2001年（平成13年） - 札幌地区の聴取率調査で、20-30代女性の部門でトップとなる。
- 2003年（平成15年）
  - KBSワールドラジオと交流を始める。
  - 8月25日 - 周波数にちなみ当日を毎年「ノースウェーブの日」とする。
- 2005年（平成17年）
  - エフエム北海道との共同イベント「FM.W05」開催（2006年（平成18年）、2007年（平成19年）も開催）。
  - 6月 - マスコットキャラクター「ハニーゴ」制定[26]。
- 2011年（平成23年）
  - 1月26日 - LISMO WAVEでのサイマル配信を開始。
  - 4月 - チアラジ!〜Cheers Radio〜放送開始と同時に、USTREAMでの配信を開始[注 6]。
  - 12月1日 - 公式USTREAMチャンネル「FM FORTH WAVE USTREAM CHANNEL」開始[注 7]。
- 2015年（平成27年）7月30日 - radikoでのサイマル配信を開始[11][12]。
- 2023年（令和5年）8月1日 - 株式会社FM NORTH WAVEに商号変更[27]。同日、開局30周年を記念した18時間の特別番組「開局30周年記念特番 【ONE GROOVE ONE NATION】」を放送[28]。
- 2024年（令和6年）7月31日 - 北の達人コーポレーションが保有する全株式を山地ユナイテッドに譲渡[2]。あわせてこの日行われた臨時株主総会及び臨時取締役会において、代表取締役社長に山地ユナイテッドCEOの山地章夫が就任するのを始めとした新役員人事を決議・執行[29]。

## 中継局

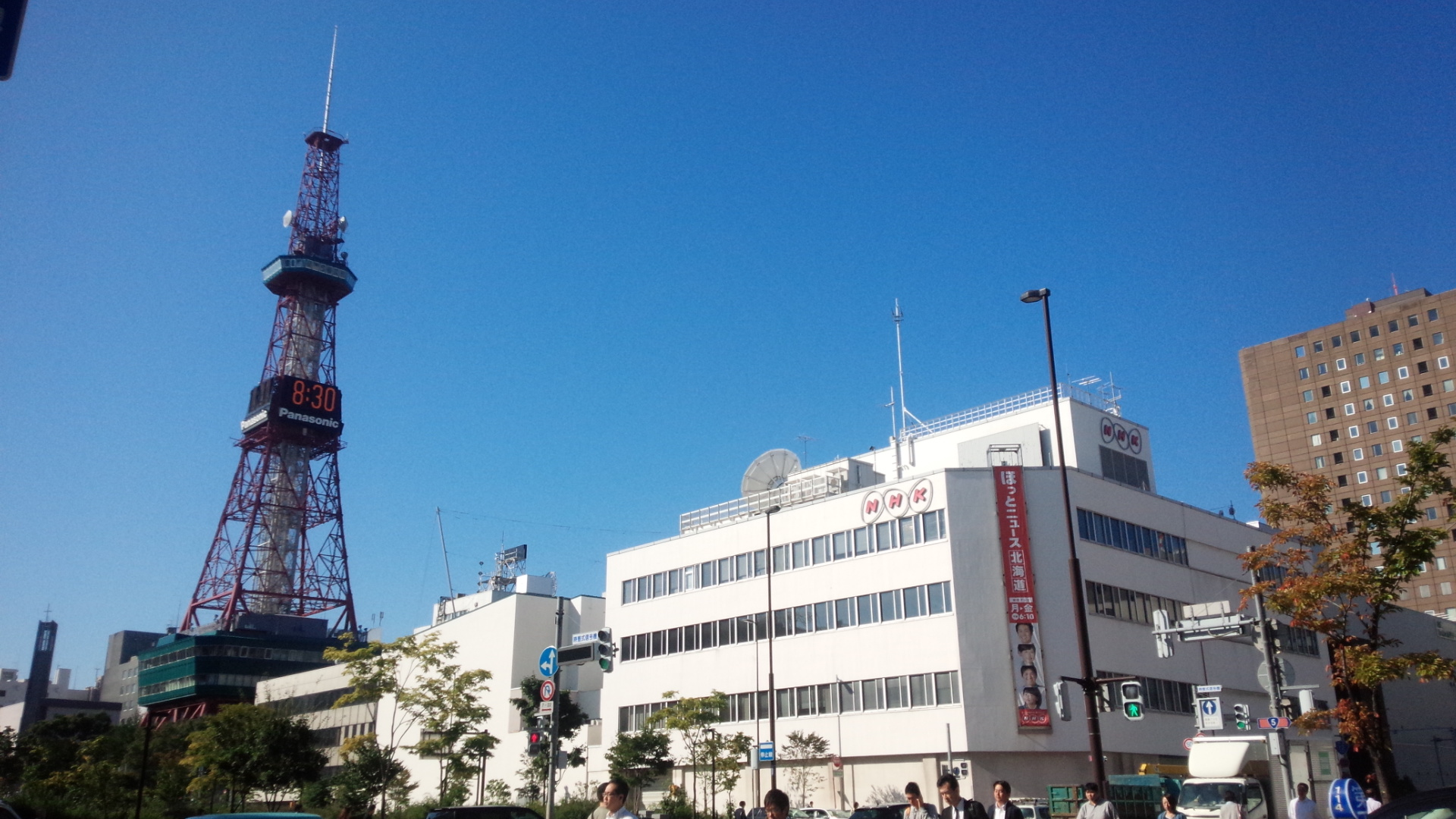
札幌大通中継局があるさっぽろテレビ塔

- 北見（網走）地区、檜山・留萌・宗谷・根室・日高管内の多くで基幹局及び中継局が未整備のため、受信が不可能。室蘭地区は基幹局が未開局だが、コミュニティFM放送「室蘭まちづくり放送」（FMびゅー）・「だて観光協会」（wi-radio）が一部時間帯に限って当局の番組をCS経由で再送信しており、室蘭市・伊達市・豊浦町・壮瞥町・洞爺湖町の一部周辺での聴取は可能。
- 直接受信出来ない地域では、radikoによる聴取が可能（道内は無料。道外は有料「radikoプレミアム」への入会必要）。
- 送信所・中継局はいずれも北海道文化放送（UHB）など既存放送局の施設を使用しており、単独の送信施設はない。

| 地区 | 中継局   | 周波数   | 出力  | 備考                                                       |
| ---- | -------- | -------- | ----- | ---------------------------------------------------------- |
| 札幌 | 札幌     | 82.5 MHz | 5 kW  | UHB・AIR-G'と併設                                          |
| 札幌 | 札幌大通 | 77.2 MHz | 15 W  | AIR-G'と併設                                               |
| 札幌 | 小樽     | 79.5 MHz | 100 W | 垂直偏波 NHK札幌（テレビ、FM）・AIR-G'と併設               |
| 旭川 | 旭川     | 79.8 MHz | 500 W | AIR-G'と併設 かつてはUHBのアナログ放送設備も併設していた。 |
| 函館 | 函館     | 79.4 MHz | 250 W | UHB・AIR-G'と併設                                          |
| 帯広 | 帯広     | 82.1 MHz | 250 W | UHB・HBC・AIR-G'と併設                                     |
| 釧路 | 釧路     | 80.7 MHz | 250 W | AIR-G'と併設 かつてはUHBのアナログ放送設備も併設していた。 |

## ケーブルテレビ・有線放送による配信
直接受信が不可能な地域も含め、以下のケーブルテレビ局や有線放送で受信可能。
- 札幌地区 - J:COM札幌
- 函館地区 - NCV函館センター

### 有線放送
- 北海道内 - SOUND PLANET（I-59ch）、USEN440（CG-30ch、宗谷管内を除く）、キャンシステム

### サイマル放送
- 全国 - radiko.jpプレミアム（2015年7月30日 - ）[12]
- 北海道内 - radiko.jp（2015年7月30日 - ）[12]

過去
- 全国 - LISMO WAVE（2011年1月26日 - 2019年9月30日）

## スタジオ・中継車

### 本社スタジオ
- Aスタジオ・Bスタジオ：生放送用
- Cスタジオ：録音用
- Dスタジオ：ワンマンDJ・編集用

### サテライトスタジオ（過去）
- ABSシーサイドスタジオ(クイーンズポートはこだて（2008年3月31日閉鎖）2階）
- 新千歳空港（国内線ターミナルビル3階、2009年[7] - 2012年）
- サッポロファクトリー（アトリウム館）（不定期）
- さっぽろ雪まつり会場（開催期間）

### 中継車
中継車にはワイド番組ごとにリポーター（グルーブバス時代には「クルーズDJ」と呼ばれていた）が乗車し、主に生放送中に札幌市内でのリポートに使われている。
かつては平日・土曜の日中及び日曜午前のワイド番組でレポートを入れていたが、現在は土曜午後の『ステドラ! ～STATION DRIVE SATURDAY～』を除くと主に平日のワイド番組において不定期でスポンサー先からの中継を行うのみにとどまっている。
- GROOVE BUS
  - 初代：GMC・ヴァンデューラ（en）1993年8月導入[7]
  - 2代：シボレー・アストロ 2000年4月導入[7]
- BEAT TRUCK（B.T.）（ハマーH2）2006年4月導入[7]
- ハピネスワゴン（トヨタ・ヴォクシー）2017年8月導入[37]
- ハピネスリーフ（日産・リーフ）2021年8月、北海道日産自動車とのタイアップで導入[38]

毎年夏には「全道キャラバン」と題し、番組DJも乗車して道内主要都市に出張している（2020年、2021年は中止）。なお、2019年は全道トヨペット店とのタイアップでトヨタ・マークX、2022年はヘアアイロン「SALONMOON」とのタイアップで「サロンムーン号」としてスバル・フォレスターを期間限定で運行した。

## キャッチコピー
- One Groove One Nation（開局時、ステーションコンセプト）[7] - 音楽のリズムを溝に例えた「Groove」を用い、良い音楽を聞くと世代も人種もすべてを超え一つの国が出来るという思いを込めた[41]。また2022年時点では「時代や国境や人種を超えて音楽でつながりひとつになる」といった意味としている[42]。
- Power North（1998年、5周年記念） - 厳しい世紀末をリスナーとともに乗り越え元気に明るく21世紀を迎える思いを込めた[7] 。
- It's Simple（2003年、10周年記念） - 機能性と信頼性を重視したシンプルな新編成をイメージした[7] 。
- Keep On Groovin'（2013年、20周年記念） - 「いい音楽を届け続ける」という原点に立ち返る思いを込めた[7] 。
- HAPPINESS RADIO STATION（2018年、25周年記念） - 「音楽のある幸せな時間」をリスナーに届ける思いを込めた[7] 。

## TIME PASSAGE
- タイムテーブルに記載されているTIME PASSAGE（タイム・パッセージ）の時間は、正時前59分40秒から音楽に乗せて、アナウンスで正時を知らせる。
- スポンサーがある場合はCMを流し（または10 - 20秒のCMメッセージが前倒しで、アナウンスと同じBGMに乗る形で）、正時前59分45秒より「Brought to you by（スポンサー名）」「○○（コーポレートステートメント付きスポンサー名）が午前/午後○時をお知らせします」「The time is coming upon - ○ A.M./P.M.」と、各社任意のBGMに乗せてアナウンスされる。
- スポンサーがない場合は基本のBGMに乗せて「NorthWave 82.5 Time Passage」と歌われ、「Coming up - ○ o'clock A.M./P.M. from NorthWave」と全て英語でアナウンスされる。

- なお、2018年4月現在使用されているBGMは2代目のものだが、朝6時のものに限り開局当初からのものが使用されている。

- 基本的に毎日、6時から24時まで放送されている。5時や25時（「TRANSIT NIGHT」または放送休止前後）の正時の知らせはない。
- 日曜を除き、25時はTIME PASSAGEの代わりに「One Groove One Nation 82.5 NorthWave」というジングルが流れる。

## INFORMATION
- WEATHER INFORMATION : 「FM NORTHWAVE, WEATHER INFORMATION」のサウンドロゴの後、番組DJが天気予報を伝える。
- TRAFFIC INFORMATION : 「FM NORTHWAVE, TRAFFIC INFORMATION」のサウンドロゴの後、日本道路交通情報センターの担当者が交通情報を伝える。
- FLIGHT INFORMATION : 新千歳空港インフォメーションセンターから担当者が空席情報や道外空港の天候を伝える。
  - 現在自社制作のHEAD LINE NEWSは放送していないが、平日朝の生ワイド番組「KAT’S IN THE MORNING」で毎時1回（計3回）のニュースコーナー「NEWS & SPORTS HEADLINE」を放送している。
  - 開局時からのサウンドロゴおよびBGMが改められ、「FM NORTHWAVE」が頭に付けられるようになった。
  - スポンサーがある場合、各サウンドロゴの後、「Brought to you by （企業名）」のナレーションが入る。
  - 放送時刻はタイムテーブルやホームページの番組表に掲載されている。

### 過去
- HEAD LINE NEWS：番組DJによりニュースが読まれる（道内ニュースは北海道新聞、道外ニュースは全国4紙からそれぞれ提供）。ニュースの前に「○○新聞によると、・・・」の前置きが入る。
  - 番組内の場合、番組担当DJが最初に「HEAD LINE NEWS（WEATHER INFORMATION、TRAFFIC INFORMATION）、○○さん（担当者）です」と言ってサウンドロゴが入る（楽曲からそのままサウンドロゴが流れる場合もある）。
  - 1990年代末にはインフォメーションDJ（アナウンサー）を廃止し、「HEAD LINE NEWS」と「WEATHER INFORMATION」は番組DJが読み上げるようになった。
  - 2006年10月から2010年頃までは再びインフォメーションDJにより情報が伝えられていた。ただしこの期間も「WEATHER INFORMATION」のみ番組によってはDJが読む場合もあった。
  - 以前は成田寿美子ら契約社員のインフォメーションDJもいたが、後に札幌のプロダクションに所属するフリーアナウンサーを起用した。
  - インフォメーションDJ担当者の中には増田佳織のように後に番組DJとなるものもいた。
  - なお「HEAD LINE NEWS」初代BGMは「DJ TETSUYA,REQUEST MASTER」木曜の「リクマス勝手にニュース」、「STATION DRIVE SATURDAY」の1コーナー「ステドラヘッドライン」で利用されたこともある。
  - 2019年7月 - 2023年3月、金曜日 16:30 - 20:00にJ-WAVEの生ワイド番組が同時放送となり、同局制作のWEATHER INFORMATION、TRAFFIC INFORMATIONについても関東地方の情報を差し替えずに放送していた。自社制作の「HEAD LINE NEWS」取りやめ後も金曜18時のみJ-WAVEからネット受けしていた。

## 現在放送中の番組
2025年4月現在（公式サイトのタイムテーブルに基づく。）
◆：J-WAVE発のネット番組
◇：CROSS FMとのネット番組
□：LOVE FMとのネット番組
カッコ内はSNS用の番組ハッシュタグ。

### 平日
| 時 | 月曜日 | 火曜日 | 水曜日 | 木曜日 | 金曜日                                                           |
| -- | --- | --- | --- | --- | ---------------------------------------------------------------- |
| 5  | 5:00 NORTH WAVE CALLIN'                                                                                          | 5:00 NORTH WAVE CALLIN'                                                                                          | 5:00 NORTH WAVE CALLIN'                                                                                          | 5:00 NORTH WAVE CALLIN'                                                                                          | 5:00 NORTH WAVE CALLIN'                                          |
| 6  | 6:00 KAT'S IN THE MORNING（#カツモニ） - カツノリ                                                                | 6:00 KAT'S IN THE MORNING（#カツモニ） - カツノリ                                                                | 6:00 KAT'S IN THE MORNING（#カツモニ） - カツノリ                                                                | 6:00 KAT'S IN THE MORNING（#カツモニ） - カツノリ                                                                | 6:00 KAT'S IN THE MORNING（#カツモニ） - カツノリ                |
| 7  | 6:00 KAT'S IN THE MORNING（#カツモニ） - カツノリ                                                                | 6:00 KAT'S IN THE MORNING（#カツモニ） - カツノリ                                                                | 6:00 KAT'S IN THE MORNING（#カツモニ） - カツノリ                                                                | 6:00 KAT'S IN THE MORNING（#カツモニ） - カツノリ                                                                | 6:00 KAT'S IN THE MORNING（#カツモニ） - カツノリ                |
| 8  | 6:00 KAT'S IN THE MORNING（#カツモニ） - カツノリ                                                                | 6:00 KAT'S IN THE MORNING（#カツモニ） - カツノリ                                                                | 6:00 KAT'S IN THE MORNING（#カツモニ） - カツノリ                                                                | 6:00 KAT'S IN THE MORNING（#カツモニ） - カツノリ                                                                | 6:00 KAT'S IN THE MORNING（#カツモニ） - カツノリ                |
| 9  | 9:00 cottonsky - わたなべゆうか                                                                                  | 9:00 cottonsky - わたなべゆうか                                                                                  | 9:00 cottonsky - わたなべゆうか                                                                                  | 9:00 cottonsky - わたなべゆうか                                                                                  | 9:00 Move on up! （#ノースムーブ） - 増田佳織                    |
| 10 | 9:00 cottonsky - わたなべゆうか                                                                                  | 9:00 cottonsky - わたなべゆうか                                                                                  | 9:00 cottonsky - わたなべゆうか                                                                                  | 9:00 cottonsky - わたなべゆうか                                                                                  | 9:00 Move on up! （#ノースムーブ） - 増田佳織                    |
| 11 | 11:54 快適生活ラジオショッピング                                                                                 | 11:54 快適生活ラジオショッピング                                                                                 | 11:54 快適生活ラジオショッピング                                                                                 | 11:54 快適生活ラジオショッピング                                                                                 | 9:00 Move on up! （#ノースムーブ） - 増田佳織                    |
| 12 | 12:00 GOGO RADIO COMPANY（#ゴゴラジ） - ヤマタ（月・火）、ハイジ（月・水）、田村次郎（水・木）、ちゃぼ（火・木） | 12:00 GOGO RADIO COMPANY（#ゴゴラジ） - ヤマタ（月・火）、ハイジ（月・水）、田村次郎（水・木）、ちゃぼ（火・木） | 12:00 GOGO RADIO COMPANY（#ゴゴラジ） - ヤマタ（月・火）、ハイジ（月・水）、田村次郎（水・木）、ちゃぼ（火・木） | 12:00 GOGO RADIO COMPANY（#ゴゴラジ） - ヤマタ（月・火）、ハイジ（月・水）、田村次郎（水・木）、ちゃぼ（火・木） | 9:00 Move on up! （#ノースムーブ） - 増田佳織                    |
| 13 | 12:00 GOGO RADIO COMPANY（#ゴゴラジ） - ヤマタ（月・火）、ハイジ（月・水）、田村次郎（水・木）、ちゃぼ（火・木） | 12:00 GOGO RADIO COMPANY（#ゴゴラジ） - ヤマタ（月・火）、ハイジ（月・水）、田村次郎（水・木）、ちゃぼ（火・木） | 12:00 GOGO RADIO COMPANY（#ゴゴラジ） - ヤマタ（月・火）、ハイジ（月・水）、田村次郎（水・木）、ちゃぼ（火・木） | 12:00 GOGO RADIO COMPANY（#ゴゴラジ） - ヤマタ（月・火）、ハイジ（月・水）、田村次郎（水・木）、ちゃぼ（火・木） | 13:00 READY TO GO!（#RTG825） - 新井翔                           |
| 14 | 12:00 GOGO RADIO COMPANY（#ゴゴラジ） - ヤマタ（月・火）、ハイジ（月・水）、田村次郎（水・木）、ちゃぼ（火・木） | 12:00 GOGO RADIO COMPANY（#ゴゴラジ） - ヤマタ（月・火）、ハイジ（月・水）、田村次郎（水・木）、ちゃぼ（火・木） | 12:00 GOGO RADIO COMPANY（#ゴゴラジ） - ヤマタ（月・火）、ハイジ（月・水）、田村次郎（水・木）、ちゃぼ（火・木） | 12:00 GOGO RADIO COMPANY（#ゴゴラジ） - ヤマタ（月・火）、ハイジ（月・水）、田村次郎（水・木）、ちゃぼ（火・木） | 13:00 READY TO GO!（#RTG825） - 新井翔                           |
| 15 | | | | 15:19 ドリカフェ ～Dreamer's café～ - 伊藤沙菜、Nicci                                                            | 13:00 READY TO GO!（#RTG825） - 新井翔                           |
| 15 | 15:30 ドンクモデルの聴かさるラジオ                                                                               | 15:30 NORTH STAR☆RADIO - ヒロユキ、ばんび                                                                        | 15:30 YOU GOT THIS! - マラカイ                                                                                   | 15:30 Ezotopia - 田村次郎                                                                                        | 13:00 READY TO GO!（#RTG825） - 新井翔                           |
| 16 | 16:00 GLOW CROSS from north - yuka（月・火）、Jazadocument（水・木）                                             | 16:00 GLOW CROSS from north - yuka（月・火）、Jazadocument（水・木）                                             | 16:00 GLOW CROSS from north - yuka（月・火）、Jazadocument（水・木）                                             | 16:00 GLOW CROSS from north - yuka（月・火）、Jazadocument（水・木）                                             | 13:00 READY TO GO!（#RTG825） - 新井翔                           |
| 17 | 16:00 GLOW CROSS from north - yuka（月・火）、Jazadocument（水・木）                                             | 16:00 GLOW CROSS from north - yuka（月・火）、Jazadocument（水・木）                                             | 16:00 GLOW CROSS from north - yuka（月・火）、Jazadocument（水・木）                                             | 16:00 GLOW CROSS from north - yuka（月・火）、Jazadocument（水・木）                                             | 17:00 札駅前バンガーズ - MAXXXINE                                |
| 18 | 16:00 GLOW CROSS from north - yuka（月・火）、Jazadocument（水・木）                                             | 16:00 GLOW CROSS from north - yuka（月・火）、Jazadocument（水・木）                                             | 16:00 GLOW CROSS from north - yuka（月・火）、Jazadocument（水・木）                                             | 16:00 GLOW CROSS from north - yuka（月・火）、Jazadocument（水・木）                                             | 17:00 札駅前バンガーズ - MAXXXINE                                |
| 19 | 19:00 RADIO GROOVE（#ラジグル） - ジュン部長（加藤ジュン）                                                       | 19:00 RADIO GROOVE（#ラジグル） - ジュン部長（加藤ジュン）                                                       | 19:00 RADIO GROOVE（#ラジグル） - ジュン部長（加藤ジュン）                                                       | 19:00 RADIO GROOVE（#ラジグル） - ジュン部長（加藤ジュン）                                                       | 17:00 札駅前バンガーズ - MAXXXINE                                |
| 20 | 19:00 RADIO GROOVE（#ラジグル） - ジュン部長（加藤ジュン）                                                       | 19:00 RADIO GROOVE（#ラジグル） - ジュン部長（加藤ジュン）                                                       | 19:00 RADIO GROOVE（#ラジグル） - ジュン部長（加藤ジュン）                                                       | 19:00 RADIO GROOVE（#ラジグル） - ジュン部長（加藤ジュン）                                                       | 20:00 URBAN HYPE from NYC - ナオミ                               |
| 21 | 21:00 月's BILL MONKEYS（#ゲツビル） - GET BILL MONKEYS                                                          | 21:00 The Floor ふろあがりレディオ（#ふろふろ） - The Floor                                                      | 21:00 NAQT VANE's Good Vibes Only - NAQT VANE                                                                    | 21:00 「 」 - 名無し之太郎                                                                                       | 20:00 URBAN HYPE from NYC - ナオミ                               |
| 22 | 22:00 Glück Haus - Glück                                                                                         | 22:00 Hidey-Ho!!（#ハイディ） - Rihwa                                                                            | 22:00 倶楽部 S.O.S. - Skoop On Somebody                                                                          | 22:00 from R&B - 佐藤広大                                                                                        | 22:00 mic snatchの こってりとしたラジオ - mic snatch             |
| 23 | 23:00 FINLANDS塩入冬湖の事情図鑑 - 塩入冬湖（FINLANDS）                                                          | 23:00 JOKEMICのLocal&Local - JOKEMIC                                                                             | 23:00 NoMaps Radio - LISA、NoMAPS                                                                                | 23:00 KEI_HAYASHI's All That Jam - KEI_HAYASHI                                                                   | 23:00 Anison-R 〜マンガ・アニメ研究部〜 （#マメ部） - 片岡香澄   |
| 23 | 23:30 NEW MUSIC PEOPLE - DEEP KEISEI                                                                             | 23:30 PLANT CHANNEL - 加藤ジュン                                                                                 | 23:00 NoMaps Radio - LISA、NoMAPS                                                                                | 23:00 KEI_HAYASHI's All That Jam - KEI_HAYASHI                                                                   | 23:00 Anison-R 〜マンガ・アニメ研究部〜 （#マメ部） - 片岡香澄   |
| 0  | 0:00 泉音-IZUMI NOTE- - 泉亮                                                                                     | 0:00 RADIO WE!                                                                                                   | 0:00 Voice World                                                                                                 | 0:00 College Radio Japan                                                                                         | 0:00 東李苑のおしゃべりシフォンケーキ （#おしゃシフォ） - 東李苑 |
| 0  | 0:30 チャラン・ポ・ランタンの よーるごはんラジヲ - チャラン・ポ・ランタン                                        | 0:00 RADIO WE!                                                                                                   | 0:30 やすと横澤さんと月さむぽ - やすと横澤さん                                                                   | 0:00 College Radio Japan                                                                                         | 0:30 POOL -wave your feels-                                      |
| 1  | 1:00 トイズキング presents お宝 de SHOW! - ちゃぼ                                                                | 1:00 北の達人ラジオ マーケティングキングダム - 木下勝寿                                                          | 1:00 Rock’n’ Roll Journey - 橋満克文                                                                             | 1:00 サウナの窓口 presents サウナにくびったけ！！ - 持丸正裕／福島亮                                             | 1:00 Business Lounge 北極星 - 辻賢之輔、わたなべゆうか           |
| 1  | 1:30 TRANSIT NIGHT                                                                                               | 1:30 TRANSIT NIGHT【第1週のみ】エイジレスなハナシ presented by 北の快適工房 - 堀川麻子、森ルナ                   | 1:30 TRANSIT NIGHT【第1週のみ】◇ BUSINESS NEWS CLOUD - 田中博文、後藤朋子                                        | 1:30 キャプテン・ポップコーン - 矢武兄輔                                                                         | 1:30 ともやtoひろし - 金子智也、ひろし（しろっぷ）               |
| 2  | 1:30 TRANSIT NIGHT                                                                                               | 2:00 TRANSIT NIGHT                                                                                               | 2:00 TRANSIT NIGHT                                                                                               | 2:00 TRANSIT NIGHT                                                                                               | 2:00 TRANSIT NIGHT                                               |
| 3  | 1:30 TRANSIT NIGHT                                                                                               | 2:00 TRANSIT NIGHT                                                                                               | 2:00 TRANSIT NIGHT                                                                                               | 2:00 TRANSIT NIGHT                                                                                               | 2:00 TRANSIT NIGHT                                               |
| 4  | 1:30 TRANSIT NIGHT                                                                                               | 2:00 TRANSIT NIGHT                                                                                               | 2:00 TRANSIT NIGHT                                                                                               | 2:00 TRANSIT NIGHT                                                                                               | 2:00 TRANSIT NIGHT                                               |

### 土曜日・日曜日
| 時 | 土曜日 | 日曜日 |
| -- | --- | --- |
| 5  | 5:00 NORTH WAVE CALLIN' | 5:00 NORTH WAVE CALLIN'                                                                                         |
| 6  | 5:00 NORTH WAVE CALLIN' | 6:00 M+思いっきりLIFE - 木村愛里                                                                                |
| 6  | 5:00 NORTH WAVE CALLIN' | 6:30 FACE OFF！レッドイーグルス北海道 with SMILE PROJECT - 大澤ちほ、ヒロユキ                                   |
| 7  | 5:00 NORTH WAVE CALLIN' | 7:00 美唄ブラックダイヤモンズ倶楽部～夢に感謝へ。～ - 松谷遊夢、やすと横澤さん                                  |
| 7  | 7:30 すくちあ - yuka | 7:30 RUNNING PARADISE HOKKAIDO - HITOMI、カツノリ                                                               |
| 8  | 8:00 Feel TOKACHI - 後藤朋子 | 8:00 ISLAND BREEZE from HAWAII - REIKO T.ROGERS                                                                 |
| 9  | 9:00 CONSA Ole - 河合竜二、ハイジ | 8:00 ISLAND BREEZE from HAWAII - REIKO T.ROGERS                                                                 |
| 9  | 9:30 RuneのボンジョRuneボンジョRune - Rune                                                                                                 | 8:00 ISLAND BREEZE from HAWAII - REIKO T.ROGERS                                                                 |
| 10 | 10:00 桜庭和のMorning Set - 桜庭和 | 10:00 Sabaai Sabaai! Thailand - 城野康子                                                                        |
| 11 | 11:00 OSARE CLUB - 田村次郎 | 11:00 Colors of Korea - 古家正亨                                                                                |
| 11 | 11:30 YOYOKA'S LA DIARY - YOYOKA | 11:30 美麗!台湾 - 吉田皓一、MAXXXINE                                                                            |
| 12 | 12:00 ステドラ! ～STATION DRIVE SATURDAY～（#ステドラ） - ヒロ福地、森ルナ、工藤彩音 ▽13:35 - 13:45 IMPORT PLUS Drivin' Music + - グッチー | 12:00 SAPPORO HOT 100 - タック・ハーシー                                                                        |
| 13 | 12:00 ステドラ! ～STATION DRIVE SATURDAY～（#ステドラ） - ヒロ福地、森ルナ、工藤彩音 ▽13:35 - 13:45 IMPORT PLUS Drivin' Music + - グッチー | 12:00 SAPPORO HOT 100 - タック・ハーシー                                                                        |
| 14 | 12:00 ステドラ! ～STATION DRIVE SATURDAY～（#ステドラ） - ヒロ福地、森ルナ、工藤彩音 ▽13:35 - 13:45 IMPORT PLUS Drivin' Music + - グッチー | 12:00 SAPPORO HOT 100 - タック・ハーシー                                                                        |
| 15 | 12:00 ステドラ! ～STATION DRIVE SATURDAY～（#ステドラ） - ヒロ福地、森ルナ、工藤彩音 ▽13:35 - 13:45 IMPORT PLUS Drivin' Music + - グッチー | 12:00 SAPPORO HOT 100 - タック・ハーシー                                                                        |
| 16 | 12:00 ステドラ! ～STATION DRIVE SATURDAY～（#ステドラ） - ヒロ福地、森ルナ、工藤彩音 ▽13:35 - 13:45 IMPORT PLUS Drivin' Music + - グッチー | 16:00 FUN'S AFTERNOON（#ファンアフ） - 木村愛里 ▽16:10 - 16:30 ラーメンてつや T'S SPIRIT - 内海てつや、工藤彩音 |
| 17 | 17:00 Ms.OOJA サタパン - Ms.OOJA | 16:00 FUN'S AFTERNOON（#ファンアフ） - 木村愛里 ▽16:10 - 16:30 ラーメンてつや T'S SPIRIT - 内海てつや、工藤彩音 |
| 17 | 17:00 Ms.OOJA サタパン - Ms.OOJA | 17:30 My BLUES LIFE - 角松敏生                                                                                  |
| 18 | 18:00 おばんです!HAMBURGER BOYS（#おばハン） - HAMBURGER BOYS                                                                              | 18:00 ◆ UR LIFESTYLE COLLEGE - 吉岡里帆                                                                         |
| 18 | 18:00 おばんです!HAMBURGER BOYS（#おばハン） - HAMBURGER BOYS                                                                              | 18:54 RECOMMEND TRACKS                                                                                          |
| 19 | 19:00 ◆ meiji FUTURE IS OURS - 長谷川ミラ                                                                                                  | 19:00 Soul Essence - 城野康子                                                                                   |
| 19 | 19:30 JOYOUS JAZZ - DJ FAT MASA&THE FRIENDS                                                                                                | 19:00 Soul Essence - 城野康子                                                                                   |
| 20 | 20:00 RISING SUN ROCK FM - yuka | 20:00 BRAND-NEW TUNE                                                                                            |
| 21 | 21:00 ななめに、ラブい。（#ななめラブ） - Furui Riho                                                                                       | 20:00 BRAND-NEW TUNE                                                                                            |
| 22 | 22:00 Brand New Express - メロウデュ | 22:00 Rock Vibrations! - ちゃぼ                                                                                 |
| 23 | 23:00 □ H ZETT M ～HAPPY SATURDAY NIGHT～ - ヒイズミマサユ機（PE’Z）                                                                       | 23:00 4 STEPS JOURNEY - カツノリ                                                                                |
| 0  | 0:00 J-HITS FLOOR | 0:00 TRANSIT NIGHT ※（Irregular）TECHNICAL MAINTENANCE                                                          |
| 1  | 1:00 METAL MASTER - マスター、いか | 0:00 TRANSIT NIGHT ※（Irregular）TECHNICAL MAINTENANCE                                                          |
| 2  | 2:00 TRANSIT NIGHT | 0:00 TRANSIT NIGHT ※（Irregular）TECHNICAL MAINTENANCE                                                          |
| 3  | 2:00 TRANSIT NIGHT | 0:00 TRANSIT NIGHT ※（Irregular）TECHNICAL MAINTENANCE                                                          |
| 4  | 2:00 TRANSIT NIGHT | 0:00 TRANSIT NIGHT ※（Irregular）TECHNICAL MAINTENANCE                                                          |

### 季節限定放送
- RISING SUN ROCK FM （毎年4月初頭から8月末もしくは9月初頭まで[注 15]）

### 過去の番組
終了した主な番組
- PRIME SQUARE
- SAPPORO FRESH!（1993年8月2日 - 1997年3月27日）
  - MORNING SPROUT / SEASONING BREND
- CAFE NORTH WAVE（1993年8月2日 - 1995年3月30日）
- VEE's DELIGHT（1993年8月2日 - 1994年4月1日）
- NU-GROOVE CROSS（1993年8月2日 - 1997年3月28日）
- SUPER CHOICE（1993年8月2日 - 1997年3月28日）
- COOL URBAN NIGHT（1993年8月2日 - 1996年3月29日）
- SCOTCH&SODA
- MORNING SCOPE（2005年4月 - 2008年3月）
- NIGHT TRIPPERS
- MIDNIGHT INDIGO
- WEEKEND JUNGLE
  - MORNING BEAT / AFTERNOON BEAT / NIGHT BEAT
- APPLICOT SUNDAY
- CAFE NORTH LAND
- ASIAN WAVE
- MORNING LINE / ACTIVE LINE / NIGHT LINE
- DJ TETSUYA,REQUEST MASTER
- G1-MOTION（2006年10月 - ）
- TUCK'S MUSIC TRIBE
- NORTH WAVE Cruisin'Groove
- DO"B"FRIDAY
- STREET FLAVA
  - FRIDAY GROOVIN'
- MASTER'S LOCK
- ONE★LOVE
- SESSIONS 4
- NIGHT OASIS 825
- INDIGO BLUE TRAIN
- sunbradio
- FUNNY & EASY
- APPLE EDGE
- who u with?
- DRAGON WEEKEND
- BEAT FLASH
- MUSIC GREETINGS
- MEET BEAT RADIO
- MOVE THE CROWD
- Weekly Fighters Press
- NORTH WAVE SMOOTH DAYLIGHT
- DJ'S SHOW TIME
- MOOD 4 LUV
- Natural Woman
- WARNING HIKKI ATTACK!!
- SOUL HEAVENS DOOR
- THE JUNCTION
- 椎名純平のブギウギ23
- PHAT RADIO
- マルガリマイクのコレがスタイル
- TOUCH THE KOTO-LINE
- Berlitz ELS English Channel
- MODERN ART MUSEUM
- ADULT ORIENTED RADIO
- ROCK WAVE（2007年5月で打ち切り）
- SAPPORO HOT 100（1993年 - 2008年3月）
- FEEL SO GOOD!!!
- Fly Me Pop FRIDAY
- SPARKLING SUNDAY
- RelaxivE
- YOU+NOTES（2009年4月 - 2010年9月）
- CHEER PORT RADIO!!
- fusioniCKs
- GOOD YEAR SMILE EFFECT
- Yah Man! Writers（19:00 - 20:00）
- Groovin'Coaster（2012年3月まで）
- MUSIC GENERATION
- GROOVIN' MODE
- PRIME MUSIC
- チアラジ!〜Cheers Radio〜
- 韻牙ランドのM.K.R〜モッコリとしたラジオ〜
- RADIO SAPPORO MUSIC NAKED
- MUSICAL BATON
- 月の203号室 Family
- ウェッジソール RADIO WE!〜ウェッジストーリー〜
- College Radio Japan
- Seeds Square
- I LIFE NET
- Candy Friday
- Ms.OOJA FRIDAY PANTHER
- Precious!
- STATION DRIVE SATURDAY
- SOUND OF EARTH（1993年8月 - 2009年9月26日）
- with（2014年4月 - 2015年11月27日）
- TUCK'S MORNING RADIO（2008年10月 - 2016年3月31日）
- SMILE MARCHE（2008年4月 - 2016年3月31日）
- GROOVIN' MODE（2012年10月 - 2016年3月31日）
- Conscious!（2016年4月 - 2016年9月）
- NEW CHITOSE AIRPORT presents NORTH MUSIC AIRLINE（2016年4月 - 2018年3月）
- afterglow & beyond（2012年10月 - 2017年9月）
- GO ALIVE（2015年4月 - 2018年3月）
- Friday Crossroads
- lol佐藤友祐のaccess to smile
- TURN UP BEATS
- 経専学園 K∞DREAM
- Magic Friday:-)（2014年4月 - 2018年12月）
- 蓮花 Voice…
- 25週後に終わるラジオ
- XROSS JAM
- Ceru 8mm Radio（2021年1月 - 2022年3月）
- やすと横澤さんと民泊 ～北海道ワーケーションライフ～
- NORTH PLANET
- Carry On Tuning
- GOGO RADIO（2015年12月 - 2022年3月）
- GOGO RADIO FRIDAY
- Trip Market HOKKAIDO（2022年4月 - 9月）
- CHEERING! North Land! ～北海道FUN～
- LIVING FOR TODAY ～今心CHILD～（2022年10月 - 2023年1月）
- V/R relation（2022年4月 - 2023年3月）
- NORTH NAVI RADIO
- 林青空のアオゾラジオ
- 札駅前ヨコノリスタイル
- RADIO SATISFACTION
- Natural Woman
- レバンガな夜
- 夜は大根、朝は生姜ラジオ
- 木曜日のホワエクラス（#モクエク） - White Explosion（? - 2024年3月、木曜 21:00 - 22:00）
- 3eee サツエキマエクラス - Basil&3eee、片岡香澄（? - 2024年3月、火曜 25:00 - 25:30）
- H.E Groove - H.E Groove、ばんび（? - 2024年3月、水曜 25:00 - 25:30）
- TOP CONNECT～3分でわかるビジネスモデル～ - 内田雅章（? - 2024年3月、木曜 25:00 - 25:30）
- Soul Essence - 城野康子（? - 2024年3月、土曜 20:00 - 21:00）
- ナイトdeライト リビング - ナイトdeライト（? - 2024年3月、日曜 21:00 - 22:00）
- Attractive Hokkaido - 伊藤沙菜（2021年4月 - 2024年3月、水曜 16:30 - 17:00） ※bay fmでも土曜の夜に放送。
- HIP HOP VIBES - DJジャイアン→Jazadocument（2018年10月 - 2024年9月、金曜 22:00 - 23:00）
- アスクゲート横丁ラジオ
- 岸本拓也の頭の中
- Pleasing Lunch Time
- Groovin' Stream
- Go!Artemis
- Roots Radio in my Room
- 笠原瑠斗の Chill Time Radio
- みゆうのみゆうじっく
- でじるみチャンネル

複数局ネット番組
J-WAVE制作
- PAZZ&JOPS
- SPIRIT OF ASIA（日曜 18:00 - 19:00）
- COLORS OF HAWAII
- ROAD TO TOMORROW（金曜 16:00 - 16:30）
- FRIDAY DRIVE WITH ELLIE（金曜 16:00 - 16:30）
- NIPPON SEKIJUJISHA "GAKUKEN" THE REASON WHY
- TRAVELLING WITHOUT MOVING
- GOLD RUSH（金曜 16:30 - 20:00）
- DRIVE IN JAPAN（金曜 16:00 - 16:30）
- START LINE（金曜 16:30 - 20:00）
- ENEOS FOR OUR EARTH ～ONE BY ONE～
- au FG LIFETIME BLUES

CROSS FM
- HITS CUTS NOW（エフエム九州（※現在のCROSS FM）と共同制作）
- BEAT DELUXE（エフエム九州（※現在のCROSS FM）で放送されていたこともある）
- PE'Zのサタデーナイトラジオ〜10th Anniversary 出たとこ勝負〜（土曜 23:00 - 24:00）

bay fm
- TSUYOSHI YAMANAKA MIDNIGHT TOKYO（木曜 22:00 - 23:00、ベイエフエム制作・エフエム九州（※現在のCROSS FM）他ネット）

その他
- Cafe de asahikawa ※HBCラジオでも日曜日朝に放送。

## DJ

### 現在出演中
- 片岡香澄
- カツノリ
- 加藤ジュン
- 木村愛里
- グッチー
- 佐藤広大
- ジャイアン
- タック・ハーシー
- 田村次郎
- ちゃぼ
- ナオミ
- ハイジ
- HAMBURGER BOYS
- ヒロ福地
- 古家正亨
- 増田佳織
- mitsuki
- 森ルナ
- ヤマタ
- yuka
- REIKO T.ROGERS
- わたなべゆうか

### 過去の出演者
- aika
- 奥かおる
- 鹿島千穂
- 工藤沙貴
- 潮音
- REI SHIBATA
- 須摩智子
- 高島保
- 高橋弥子
- ケニー・ウォーカー
- ジェフリー・ダニエル
- ビッキー・ビー（Vicky Vee）
- エリー
- 広沢マキ
- 岡部さちこ
- 市川良美
- 竹本アイラ
- テツヤ
- 中田ゆかり
- ワタナベシンゴ